# Rhynchopsitta pachyrhyncha

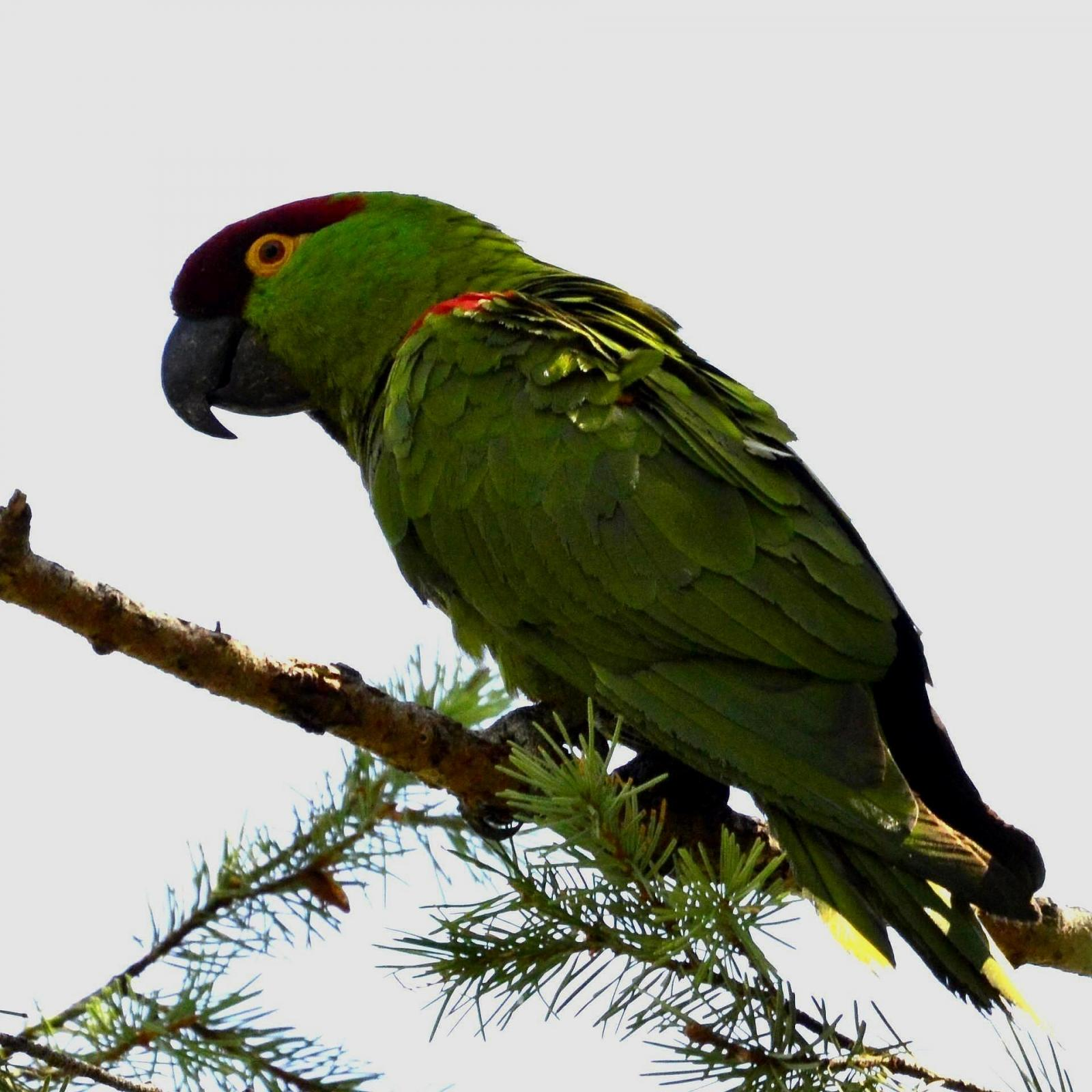

La cotorra serrana occidental (Rhynchopsitta pachyrhyncha) es una especie de ave del Orden (biología) Psittaciformes y de la familia de los loros (Psittacidae).
Se trata de un loro con características apócrifas al resto de otros psitácidos, pues se alimenta de semillas de conos de pináceas y vive en bosque de pino, encino en alturas de 2000 a 2500 m s. n. m. Es de pico negro, color verde y hombros color rojos, tiene una línea superciliar roja incompleta que abarca desde la base del pico a detrás de los ojos y un aro de piel color amarillo alrededor de los ojos. Cuando vuela, una línea amarilla por debajo de las alas es notable. Se encuentra en peligro de extinción (en libertad quedan entre 1000 y 4000 ejemplares), pues solo habita en ciertas zonas de la Sierra Madre Occidental, en México. En los estados de Nayarit, Sinaloa, Sonora,Durango y Chihuahua. En los años 1980 se intentó introducir, sin éxito, en Arizona, Estados Unidos. Tienen características similares a las guacamayas. Se trata de una endémica
Biología
Historias de la vida
Algunas de las características más relevantes de su historia de vida es que la especie es monógama, anida en cavidades hechas en Populos tremuloides, Pseudotsuga menziensii, Pinus ayacahuite, Pinus duranguensis y Abies concolor con una sola nidada anual de dos, máximo tres huevos. Los nidos se ubican por encima de las elevaciones de 2000 a 3500 m. (Lanning y Shiflett 1983, Snyder et al. 1994, Cruz-Nieto 1998). Por lo general hacen colonias de anidación, donde el macho o machos vocalizan y buscan alimento mientras las hembras permanecen en sus respectivos nidos. Los pollos inician sus primeros vuelos a los 31 días de nacidos. 
Hábitat
La cotorra ocurre en localidades variadas de preferencia cimas de montañas con bosques de pino o pino-encino mixto con álamos y abetos, incluyendo rodales puros de oyamel Abies pseudotsuga  que se pueden localizar bajo grandes cañadas y peñascos. 
Uso de hábitat
Durante la temporada reproductiva, la especie utiliza los bosques dentro del área de anidación, especialmente si existe una adecuada disponibilidad de semillas de pino. De lo contrario, la especie se mueve a distancias considerables formando parvadas que alcanzan a moverse en radios de 20 a 25 kilómetros. En la parte central de Chihuahua se les ha visto alimentándose en franjas de pino piñonero a baja elevación. En época invernal la especie presenta conducta nómada en busca de bosques con disponibilidad de semillas.